# Старинная музыка

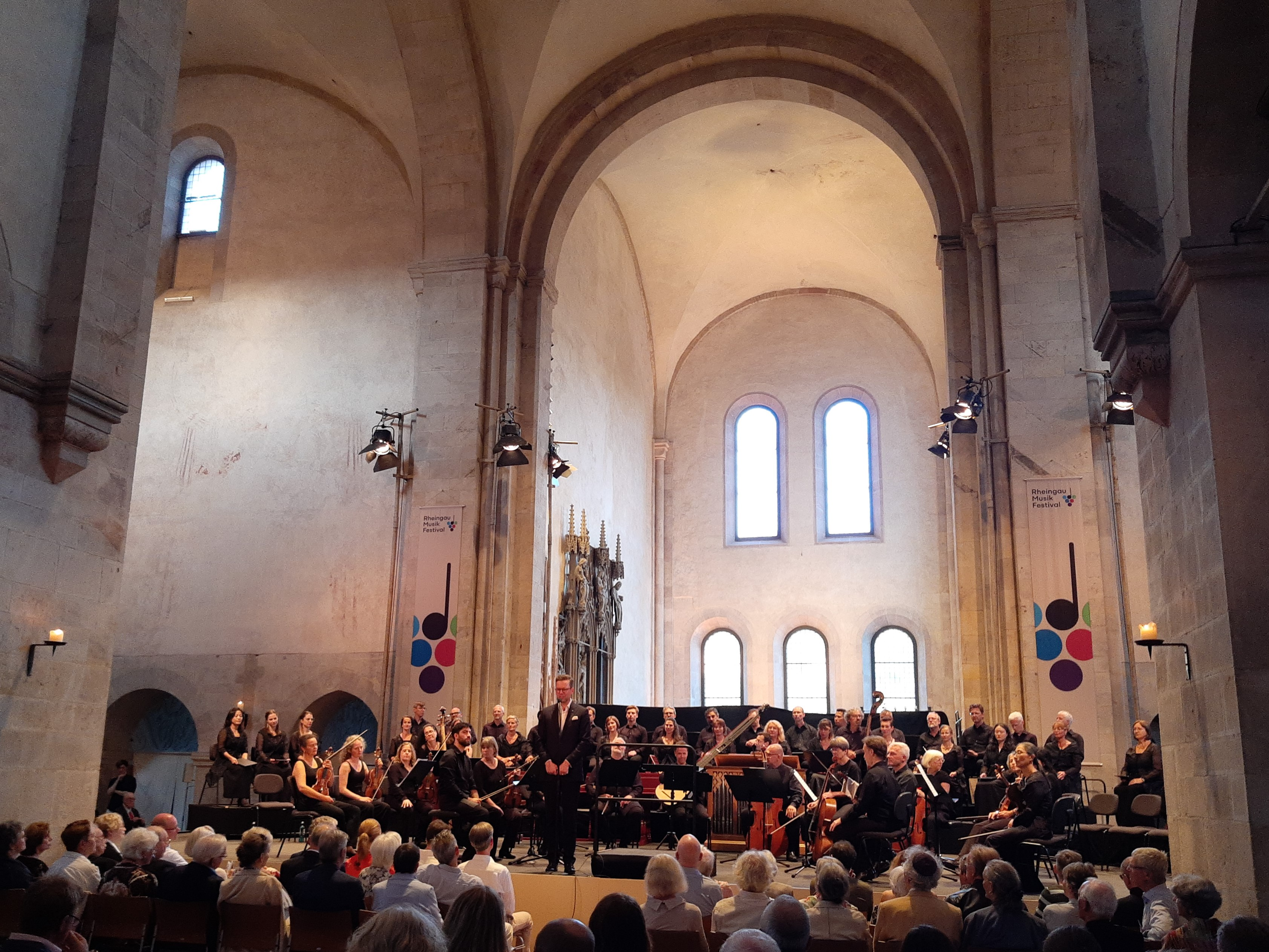
Концерт Берлинской академии старинной музыки в Эбербахском аббатстве

Старинная музыка (англ. early music, нем. Alte Musik, фр. musique ancienne) — термин, которым, как правило, обозначается музыка Средневековья, Возрождения и (в большинстве случаев, хотя не всегда) эпохи барокко (до середины XVIII века). Более ранний период в истории музыки называется древней музыкой.
Термин вошёл в употребление во второй половине XX века в связи с возрождением музыковедами преданных забвению подходов к исполнению музыки XIII—XVIII веков. Хотя по поводу верхней границы периода старинной музыки существуют разные мнения, чаще всего под старинной понимается такая музыка, исполнение которой требует привлечения реконструкторских усилий специалистов-музыковедов (так называемое аутентичное исполнительство).
По мере возрождения забытых имён композиторов былых веков в третьей четверти XX века получили распространение имитации старинной музыки, которые выдавались за переоткрытые музыковедами шедевры. Примерами могут служить адажио Альбинони, Ave Maria с указанием авторства Каччини и мелодия песни «Город золотой».
Некоторые коллективы (например, Хильярд-ансамбль и барочные оркестры) специализируются на исполнении старинной музыки. В разных странах регулярно проводятся фестивали старинной музыки (например, в Инсбруке и в Утрехте). В России издаётся музыковедческий журнал «Старинная музыка».